# Łęczyn (województwo pomorskie)
Łęczyn (kaszub. Łãczën) – wieś kaszubska w Polsce położona w województwie pomorskim, w powiecie wejherowskim, w gminie Łęczyce na obszarze leśnym Puszczy Wierzchucińskiej.
Według danych na dzień 31 grudnia 2006 roku wieś zamieszkuje 42 mieszkańców na powierzchni 11,6 km².
W latach 1975–1998 miejscowość administracyjnie należała do województwa gdańskiego.